# Cynanchum ansamalense
Cynanchum ansamalense är en oleanderväxtart som beskrevs av S. Liede. Cynanchum ansamalense ingår i släktet Cynanchum och familjen oleanderväxter. Inga underarter finns listade i Catalogue of Life.